# Erebus leucotaenia
Erebus leucotaenia är en fjärilsart som beskrevs av Achille Guenée 1852. Erebus leucotaenia ingår i släktet Erebus och familjen nattflyn. Inga underarter finns listade i Catalogue of Life.